# Polhøgda
Polhøgda var namnet på Fridtjof Nansens hem vid Lysaker i Bærums kommun, Norge.
Polhøgda var Nansens hem från det att det byggdes 1900–1901 fram till hans död 1930. Byggnaden ritades av Nansen själv i samarbete med arkitekten Hjalmar Welhaven, kusin till Nansens fru Eva. Det är byggt i nyromansk stil med torn och sidoflyglar. I dag är adressen Fridtjof Nansens vei 17.
I tornet hade Nansen sitt arbetsrum och på första våningen fanns kontor och bibliotek. Söder om byggnaden ligger Nansens grav. Byggnaden står ännu kvar precis som den var då Nansen levde. Den ägs i dag (2007) av en forskningsstiftelse i Nansens namn och hyser Fridtjof Nansens Institutt.
I tornet hade Nansen sitt arbetsrum och detta är idag ett museum.